# Convocazioni al campionato mondiale femminile di pallavolo 2022
Elenco delle giocatrici convocate per il campionato mondiale femminile di pallavolo 2022.

## Argentina
| N° | Nome                  | Ruolo | Data di nascita   | Squadra              |
| -- | --------------------- | ----- | ----------------- | -------------------- |
| -  | Hernán Ferraro        | All   | 13 maggio 1968    | -                    |
| 2  | Sabrina Germanier     | P     | 7 giugno 1999     | Saint-Dié-des-Vosges |
| 3  | Yamila Nizetich       | S     | 27 gennaio 1989   | Trentino Rosa        |
| 4  | Daniela Bulaich       | S     | 5 settembre 1997  | Sicilia              |
| 5  | Candela Salinas       | S     | 23 maggio 2000    | Charleroi            |
| 6  | Lucía Verdier         | S     | 10 novembre 1999  | Sporting Lisbona     |
| 7  | Erika Mercado         | O     | 27 febbraio 1992  | Arīs Salonicco       |
| 9  | Bianca Cugno          | O     | 22 aprile 2003    | Béziers              |
| 10 | Emilce Sosa           | C     | 11 settembre 1987 | Brasília             |
| 12 | Tatiana Rizzo         | L     | 30 dicembre 1986  | River Plate          |
| 13 | Bianca Farriol        | C     | 18 dicembre 2001  | Béziers              |
| 14 | Victoria Mayer        | P     | 19 giugno 2001    | UYBA                 |
| 17 | Candelaria Herrera    | C     | 28 gennaio 1999   | Saint-Cloud Paris SF |
| 19 | Brenda Graff          | C     | 20 luglio 1994    | Gimnasia La Plata    |
| 20 | María Agostina Pelozo | L     | 19 novembre 1999  | Gimnasia La Plata    |

## Belgio
| N° | Nome               | Ruolo | Data di nascita   | Squadra        |
| -- | ------------------ | ----- | ----------------- | -------------- |
| -  | Gert Vande Broek   | All   | 28 febbraio 1967  | -              |
| 2  | Elise Van Sas      | P     | 1º agosto 1997    | Oudegem        |
| 3  | Britt Herbots      | S     | 24 settembre 1999 | AGIL           |
| 4  | Nathalie Lemmens   | C     | 12 marzo 1995     | Kaposvári      |
| 5  | Jodie Guilliams    | S     | 26 aprile 1997    | Vilsbiburg     |
| 7  | Celine Van Gestel  | S     | 7 novembre 1997   | San Casciano   |
| 9  | Nel Demeyer        | L     | 21 marzo 2001     | Oudegem        |
| 10 | Pauline Martin     | O     | 9 aprile 2002     | Charleroi      |
| 12 | Charlotte Krenicky | P     | 29 giugno 2000    | Limburg        |
| 13 | Marlies Janssens   | C     | 4 giugno 1997     | VDK Gent       |
| 15 | Jutta Van de Vyver | P     | 11 giugno 1996    | Asterix Avo    |
| 18 | Britt Rampelberg   | L     | 5 giugno 2000     | Asterix Avo    |
| 19 | Silke Van Avermaet | C     | 2 giugno 1999     | ASPTT Mulhouse |
| 21 | Manon Stragier     | S     | 12 marzo 1999     | Asterix Avo    |
| 22 | Anna Koulberg      | C     | 17 agosto 2004    | Asterix Avo    |

## Brasile
| N° | Nome                   | Ruolo | Data di nascita   | Squadra             |
| -- | ---------------------- | ----- | ----------------- | ------------------- |
| -  | José Roberto Guimarães | All   | 31 luglio 1954    | Barueri             |
| 2  | Caroline Gattaz        | C     | 27 luglio 1981    | Minas               |
| 3  | Júlia Kudiess          | C     | 2 gennaio 2003    | Minas               |
| 4  | Ana Carolina da Silva  | C     | 8 aprile 1991     | Praia Clube         |
| 5  | Priscila Daroit        | S     | 10 agosto 1988    | Minas               |
| 6  | Nyeme Costa            | L     | 11 settembre 1998 | Bauru               |
| 7  | Rosamaria Montibeller  | S     | 9 aprile 1994     | AGIL                |
| 8  | Mácris Carneiro        | P     | 3 marzo 1989      | Minas               |
| 9  | Roberta Ratzke         | P     | 28 aprile 1990    | ŁKS                 |
| 10 | Gabriela Guimarães     | S     | 19 maggio 1994    | VakıfBank           |
| 14 | Natália de Araújo      | L     | 10 aprile 1997    | Rio de Janeiro      |
| 15 | Lorena Viezel          | C     | 21 luglio 1999    | Barueri             |
| 16 | Kisy do Nascimento     | O     | 28 gennaio 2000   | Minas               |
| 19 | Tainara Santos         | S     | 9 marzo 2000      | Praia Clube         |
| 24 | Lorenne Teixeira       | O     | 8 gennaio 1996    | Saitama Ageo Medics |

## Bulgaria
| N° | Nome               | Ruolo | Data di nascita  | Squadra           |
| -- | ------------------ | ----- | ---------------- | ----------------- |
| -  | Lorenzo Micelli    | All   | 24 ottobre 1970  | Volero Le Cannet  |
| 1  | Gergana Dimitrova  | S     | 22 febbraio 1996 | Alba-Blaj         |
| 2  | Nasja Dimitrova    | C     | 6 novembre 1992  | Prometej          |
| 4  | Elena Bečeva       | S     | 30 maggio 1998   | Viesti Salo       |
| 5  | Marija Jordanova   | O     | 25 maggio 2002   | Târgoviște        |
| 6  | Miroslava Paskova  | S     | 16 febbraio 1996 | Mert Grup Sigorta |
| 7  | Lora Kitipova      | P     | 19 maggio 1991   | Prometej          |
| 8  | Petja Barakova     | P     | 18 giugno 1994   | Lugoj             |
| 9  | Borislava Săjkova  | C     | 14 luglio 2000   | CSKA Sofia        |
| 10 | Mira Todorova      | C     | 12 aprile 1994   | MTV Stoccarda     |
| 13 | Mila Paškuleva     | L     | 6 settembre 2003 | Marica            |
| 16 | Elica Vasileva     | S     | 13 maggio 1990   | Dinamo Mosca      |
| 17 | Radostina Marinova | O     | 2 ottobre 1998   | Évreux            |
| 18 | Silvana Čauševa    | S     | 19 maggio 1995   | Marica            |
| 28 | Marija Krivošijska | C     | 6 settembre 2001 | Kazanlăk          |

## Camerun
| N° | Nome                  | Ruolo | Data di nascita   | Squadra     |
| -- | --------------------- | ----- | ----------------- | ----------- |
| -  | Jean-René Akono       | All   | 4 agosto 1967     | -           |
| 1  | Baran Sourea          | C     | 30 dicembre 2005  | -           |
| 2  | Bediang Rodrigue      | S     | 12 dicembre 2005  | -           |
| 3  | Magalie Mengue        | C     | 7 agosto 2004     | -           |
| 5  | Arielle Olomo         | C     | 30 gennaio 2001   | -           |
| 7  | Davina Ngaméni        | L     | 14 novembre 2002  | -           |
| 8  | Grâce Bikatal         | P     | 17 settembre 1999 | -           |
| 9  | Brandy Ngatcheu       | S     | 25 marzo 2003     | -           |
| 10 | Berthrade Bikatal     | O     | 23 luglio 1992    | Évreux      |
| 12 | Carine Blamdai        | C     | 24 agosto 2000    | -           |
| 13 | Michelle Wete Sissako | S     | 8 gennaio 2003    | -           |
| 14 | Yolande Amana         | P     | 15 settembre 1997 | Chamalières |
| 15 | Emelda Piata Zessi    | C     | 8 aprile 1997     | Limburg     |
| 16 | Estelle Adiana        | O     | 14 maggio 1997    | Chamalières |
| 18 | Therese Guebong       | L     | 17 gennaio 2005   | -           |

## Canada
| N° | Nome                | Ruolo | Data di nascita  | Squadra           |
| -- | ------------------- | ----- | ---------------- | ----------------- |
| -  | Shannon Winzer      | All   | -                | -                 |
| 3  | Kiera Van Ryk       | S     | 6 gennaio 1999   | Türk Hava Yolları |
| 4  | Vicky Savard        | S     | 14 febbraio 1993 | Terville Florange |
| 5  | Julia Murmann       | L     | 10 novembre 2002 | Toronto           |
| 6  | Jazmine White       | C     | 14 dicembre 1993 | Erfurt            |
| 8  | Alicia Ogoms        | C     | 2 aprile 1994    | Bergamo 1991      |
| 9  | Alexa Gray          | S     | 7 agosto 1994    | UYBA              |
| 11 | Andrea Mitrovic     | S     | 3 giugno 1999    | Thīras            |
| 12 | Jennifer Cross      | C     | 4 luglio 1992    | Panathīnaïkos     |
| 13 | Brie O'Reilly       | P     | 24 gennaio 1998  | Béziers           |
| 14 | Hilary Howe         | S     | 16 giugno 1998   | Béziers           |
| 16 | Caroline Livingston | S     | 2 aprile 1996    | Mougins           |
| 18 | Kim Robitaille      | P     | 16 ottobre 1991  | Saint-Raphaël     |
| 19 | Emily Maglio        | C     | 13 novembre 1996 | Nilüfer           |
| 20 | Arielle Palermo     | L     | 9 novembre 2000  | Queen's           |

## Cina
| N° | Nome          | Ruolo | Data di nascita   | Squadra   |
| -- | ------------- | ----- | ----------------- | --------- |
| -  | Cai Bin       | All   | 7 ottobre 1966    | Jiangsu   |
| 1  | Yuan Xinyue   | C     | 21 dicembre 1996  | Tianjin   |
| 3  | Diao Linyu    | P     | 7 aprile 1994     | Jiangsu   |
| 4  | Yang Hanyu    | C     | 12 ottobre 1999   | Shandong  |
| 5  | Gao Yi        | C     | 22 luglio 1998    | Shanghai  |
| 6  | Gong Xiangyu  | O     | 21 aprile 1997    | Jiangsu   |
| 7  | Wang Yuanyuan | C     | 14 luglio 1997    | Tianjin   |
| 8  | Jin Ye        | S     | 1º marzo 1996     | Beijing   |
| 10 | Wang Yunlu    | S     | 20 maggio 1996    | Beijing   |
| 11 | Wang Yizhu    | S     | 23 marzo 2001     | Tianjin   |
| 12 | Li Yingying   | S     | 19 febbraio 2000  | Tianjin   |
| 15 | Wang Weiyi    | L     | 20 giugno 1995    | Shanghai  |
| 16 | Ding Xia      | P     | 13 gennaio 1990   | Liaoning  |
| 18 | Wang Mengjie  | L     | 14 novembre 1995  | Shandong  |
| 19 | Chen Peiyan   | O     | 16 settembre 1999 | Guangdong |

## Colombia
| N° | Nome                  | Ruolo | Data di nascita   | Squadra            |
| -- | --------------------- | ----- | ----------------- | ------------------ |
| -  | Antônio Rizola        | All   | 9 agosto 1958     | Turda              |
| 1  | Darlevis Mosquera     | C     | 23 giugno 2000    | Emevé              |
| 2  | Yeisy Soto            | C     | 7 aprile 1996     | Béziers            |
| 3  | Dayana Segovia        | O     | 24 marzo 1996     | Vilsbiburg         |
| 5  | Ana Karina Olaya      | O     | 13 settembre 2002 | Porto              |
| 6  | Valerín Carabalí      | C     | 25 ottobre 2000   | Marcq-en-Barœul    |
| 7  | Madelaynne Montaño    | O     | 6 gennaio 1983    | -                  |
| 9  | Laura Grajales        | S     | 21 dicembre 2002  | Turda              |
| 10 | Juliana Toro          | L     | 29 gennaio 1995   | Turda              |
| 13 | Camila Gómez          | L     | 6 luglio 1995     | -                  |
| 14 | Angie Velásquez       | P     | 13 giugno 2000    | Turda              |
| 15 | María Alejandra Marín | P     | 4 novembre 1995   | Franches-Montagnes |
| 16 | Melissa Rangel        | C     | 16 ottobre 1994   | Paranaense         |
| 19 | Margarita Martínez    | S     | 19 maggio 1995    | Marcq-en-Barœul    |
| 20 | Amanda Coneo          | S     | 20 dicembre 1996  | ASPTT Mulhouse     |

## Corea del Sud
| N° | Nome             | Ruolo | Data di nascita  | Squadra           |
| -- | ---------------- | ----- | ---------------- | ----------------- |
| -  | César Hernández  | All   | 24 ottobre 1977  | VakıfBank         |
| 1  | Han Soo-ji       | C     | 1º febbraio 1989 | GS Caltex Seoul   |
| 3  | Yeum Hye-seon    | P     | 3 febbraio 1991  | KGC Ginseng       |
| 4  | Han Da-hye       | L     | 28 febbraio 1995 | GS Caltex Seoul   |
| 5  | Kim Ha-kyung     | P     | 15 novembre 1996 | IBK Altos         |
| 8  | Kim Yeong-yeon   | L     | 1º dicembre 1993 | Hyundai Hillstate |
| 9  | Lee Ju-ah        | C     | 21 agosto 2000   | Pink Spiders      |
| 11 | Park Hye-min     | S     | 8 novembre 2000  | KGC Ginseng       |
| 12 | Lee Da-hyeon     | C     | 11 novembre 2001 | Hyundai Hillstate |
| 13 | Park Jeong-ah    | S     | 26 marzo 1993    | Korea Expressway  |
| 15 | Lee Seon-woo     | S     | 12 luglio 2002   | KGC Ginseng       |
| 17 | Ha Hye-jin       | O     | 7 settembre 1996 | AI Peppers        |
| 18 | Hwang Min-kyoung | S     | 2 giugno 1990    | Hyundai Hillstate |
| 19 | Pyo Seung-ju     | S     | 7 agosto 1992    | IBK Altos         |
| 20 | Yoo Seo-yeun     | S     | 12 gennaio 1999  | GS Caltex Seoul   |

## Croazia
| N° | Nome             | Ruolo | Data di nascita   | Squadra        |
| -- | ---------------- | ----- | ----------------- | -------------- |
| -  | Ferhat Akbaş     | All   | 12 aprile 1986    | Eczacıbaşı     |
| 2  | Mika Grbavica    | O     | 8 dicembre 2001   | HAOK Mladost   |
| 3  | Ema Strunjak     | C     | 24 settembre 1999 | Békéscsabai    |
| 4  | Božana Butigan   | C     | 19 settembre 2000 | Bergamo 1991   |
| 6  | Klara Perić      | P     | 30 marzo 1998     | HAOK Mladost   |
| 7  | Laura Miloš      | S     | 20 ottobre 1994   | Saint-Raphaël  |
| 9  | Lucija Mlinar    | S     | 6 maggio 1995     | Çukurova       |
| 10 | Dijana Karatović | S     | 23 luglio 2003    | Kaštela        |
| 11 | Beta Dumančić    | C     | 26 marzo 1991     | Vilsbiburg     |
| 12 | Josipa Marković  | S     | 25 gennaio 2001   | HAOK Mladost   |
| 13 | Samanta Fabris   | O     | 8 febbraio 1992   | Dinamo-Ak Bars |
| 14 | Martina Šamadan  | C     | 11 settembre 1993 | HAOK Mladost   |
| 16 | Lea Deak         | P     | 27 aprile 2000    | Volero Zurigo  |
| 19 | Izabela Štimac   | L     | 12 novembre 2000  | HAOK Mladost   |
| 20 | Natalia Tomić    | S     | 4 gennaio 2002    | HAOK Mladost   |

## Germania
| N° | Nome              | Ruolo | Data di nascita  | Squadra           |
| -- | ----------------- | ----- | ---------------- | ----------------- |
| -  | Vital Heynen      | All   | 12 giugno 1969   | -                 |
| 2  | Pia Kästner       | P     | 29 giugno 1998   | ASPTT Mulhouse    |
| 4  | Anna Pogany       | L     | 21 luglio 1994   | Schweriner        |
| 5  | Corina Glaab      | P     | 25 maggio 2000   | Erfurt            |
| 6  | Jennifer Geerties | S     | 5 aprile 1994    | Dresdner          |
| 8  | Kimberly Drewniok | O     | 11 agosto 1997   | ASPTT Mulhouse    |
| 9  | Lina Alsmeier     | S     | 29 giugno 2000   | Schweriner        |
| 10 | Lena Stigrot      | S     | 20 dicembre 1994 | Roma Club         |
| 12 | Hanna Orthmann    | S     | 3 ottobre 1998   | Türk Hava Yolları |
| 13 | Saskia Hippe      | O     | 16 gennaio 1991  | Olympiakos        |
| 14 | Marie Schölzel    | C     | 1º agosto 1997   | Bergamo 1991      |
| 15 | Elisa Lohmann     | L     | 22 luglio 1998   | Suhl              |
| 17 | Laura Weihenmaier | S     | 4 aprile 1991    | Potsdam           |
| 21 | Camilla Weitzel   | C     | 11 giugno 2000   | Chieri '76        |
| 22 | Monique Strubbe   | C     | 5 luglio 2001    | Dresdner          |

## Giappone
| N° | Nome             | Ruolo | Data di nascita  | Squadra             |
| -- | ---------------- | ----- | ---------------- | ------------------- |
| -  | Masayoshi Manabe | All   | 21 agosto 1963   | -                   |
| 2  | Mami Uchiseto    | S     | 25 ottobre 1991  | Saitama Ageo Medics |
| 3  | Sarina Koga      | S     | 21 maggio 1996   | NEC Red Rockets     |
| 4  | Mayu Ishikawa    | S     | 14 maggio 2000   | Toray Arrows        |
| 5  | Haruyo Shimamura | C     | 4 marzo 1992     | NEC Red Rockets     |
| 10 | Arisa Inoue      | S     | 8 maggio 1995    | Hisamitsu Springs   |
| 12 | Aki Momii        | P     | 7 ottobre 2000   | JT Marvelous        |
| 15 | Kotona Hayashi   | S     | 13 novembre 1999 | JT Marvelous        |
| 19 | Nichika Yamada   | C     | 24 febbraio 2000 | NEC Red Rockets     |
| 22 | Satomi Fukudome  | L     | 23 novembre 1997 | Denso Airybees      |
| 23 | Mami Yokota      | C     | 10 dicembre 1997 | Denso Airybees      |
| 26 | Airi Miyabe      | S     | 29 luglio 1998   | Minnesota           |
| 30 | Nanami Seki      | P     | 12 giugno 1999   | Toray Arrows        |
| 37 | Ameze Miyabe     | S     | 12 ottobre 2001  | Tōkai Daigaku       |
| 38 | Yoshino Sato     | S     | 12 novembre 2001 | Tsukuba Daigaku     |

## Italia
| N° | Nome                 | Ruolo | Data di nascita  | Squadra         |
| -- | -------------------- | ----- | ---------------- | --------------- |
| -  | Davide Mazzanti      | All   | 15 ottobre 1976  | -               |
| 1  | Marina Lubian        | C     | 11 aprile 2000   | Savino Del Bene |
| 3  | Alessia Gennari      | S     | 3 novembre 1991  | Pro Victoria    |
| 4  | Sara Bonifacio       | C     | 3 luglio 1996    | AGIL            |
| 5  | Ofelia Malinov       | P     | 29 febbraio 1996 | Savino Del Bene |
| 6  | Monica De Gennaro    | L     | 8 gennaio 1987   | Imoco           |
| 7  | Eleonora Fersino     | L     | 24 gennaio 2000  | AGIL            |
| 8  | Alessia Orro         | P     | 18 luglio 1998   | Pro Victoria    |
| 9  | Caterina Bosetti     | S     | 2 febbraio 1994  | AGIL            |
| 10 | Cristina Chirichella | C     | 10 febbraio 1994 | AGIL            |
| 11 | Anna Danesi          | C     | 20 aprile 1996   | Pro Victoria    |
| 14 | Elena Pietrini       | S     | 17 marzo 2000    | Savino Del Bene |
| 15 | Sylvia Nwakalor      | O     | 12 agosto 1999   | San Casciano    |
| 17 | Myriam Sylla         | S     | 8 gennaio 1995   | Imoco           |
| 18 | Paola Egonu          | O     | 18 dicembre 1998 | Imoco           |

## Kazakistan
| N° | Nome                   | Ruolo | Data di nascita   | Squadra |
| -- | ---------------------- | ----- | ----------------- | ------- |
| -  | Darko Dobreskov        | All   | 29 settembre 1983 | Qýanysh |
| 3  | Yana Petrenko          | C     | 30 luglio 1990    | Qýanysh |
| 4  | Ekaterina Mikhailova   | S     | 4 maggio 1998     | Qýanysh |
| 9  | Valeriya Chumak        | C     | 20 settembre 1994 | Žetysu  |
| 11 | Yelizaveta Meister     | P     | 1º novembre 1997  | Altay   |
| 12 | Sabira Bekisheva       | L     | 21 febbraio 1998  | Qýanysh |
| 15 | Madina Beket           | L     | 6 novembre 1999   | Altay   |
| 16 | Tatyana Nikitina       | O     | 15 gennaio 2001   | Žetysu  |
| 17 | Margarita Belchenko    | S     | 21 marzo 1999     | Qýanysh |
| 19 | Anastassiya Kolomoyets | C     | 18 aprile 1991    | Qýanysh |
| 21 | Tomiris Sagimbayeva    | S     | 1º agosto 2001    | Žetysu  |
| 25 | Nailya Nigmatulina     | P     | 13 novembre 1996  | Qýanysh |
| 27 | Natalya Smirnova       | C     | 29 dicembre 1999  | Qýanysh |
| 29 | Kristina Belova        | O     | 29 novembre 1998  | Altay   |
| 99 | Dinara Kozhanberdina   | P     | 1º dicembre 1998  | Almatı  |

## Kenya
| N° | Nome              | Ruolo | Data di nascita  | Squadra               |
| -- | ----------------- | ----- | ---------------- | --------------------- |
| -  | Luizomar de Moura | All   | 26 maggio 1966   | Osasco                |
| 1  | Veronica Kilabat  | P     | 19 marzo 1996    | -                     |
| 2  | Veronica Oluoch   | S     | 5 giugno 1999    | -                     |
| 3  | Violet Makuto     | O     | 20 maggio 1993   | -                     |
| 5  | Sharon Kiprono    | O     | 26 ottobre 1998  | -                     |
| 6  | Belinda Barasa    | C     | 28 aprile 2001   | -                     |
| 7  | Emmaculate Misoki | P     | 6 giugno 2003    | -                     |
| 10 | Noel Murambi      | S     | 29 gennaio 1989  | Kenya Pipeline        |
| 12 | Gladys Emaniman   | C     | 2 ottobre 1999   | -                     |
| 13 | Yvonne Kiitha     | L     | 22 febbraio 1996 | -                     |
| 14 | Mercy Moim        | S     | 1º gennaio 1989  | Kenya Commercial Bank |
| 15 | Lorine Kaei       | C     | 8 ottobre 1999   | -                     |
| 16 | Agripina Kundu    | L     | 24 aprile 1993   | Kenya Pipeline        |
| 19 | Edith Mukuvilani  | C     | 20 luglio 1994   | Kenya Commercial Bank |
| 20 | Meldinah Sande    | S     | 1º ottobre 1996  | -                     |

## Paesi Bassi
| N° | Nome            | Ruolo | Data di nascita   | Squadra               |
| -- | --------------- | ----- | ----------------- | --------------------- |
| -  | Avital Selinger | All   | 10 marzo 1959     | Talent Team           |
| 2  | Fleur Savelkoel | S     | 22 agosto 1995    | Talent Team           |
| 4  | Celeste Plak    | O     | 26 ottobre 1995   | Victorina Himeji      |
| 5  | Jolien Knollema | S     | 5 gennaio 2003    | San Casciano          |
| 7  | Juliët Lohuis   | C     | 10 settembre 1996 | MTV Stoccarda         |
| 9  | Myrthe Schoot   | L     | 29 agosto 1988    | Talent Team           |
| 11 | Anne Buijs      | S     | 2 dicembre 1991   | Praia Clube           |
| 12 | Britt Bongaerts | P     | 3 novembre 1996   | Wealth Planet Perugia |
| 14 | Laura Dijkema   | P     | 18 febbraio 1990  | -                     |
| 18 | Marrit Jasper   | S     | 28 febbraio 1996  | Cuneo Granda          |
| 19 | Nika Daalderop  | S     | 29 novembre 1998  | AGIL                  |
| 20 | Tessa Polder    | C     | 10 ottobre 1997   | Volero Le Cannet      |
| 23 | Eline Timmerman | C     | 30 dicembre 1998  | MTV Stoccarda         |
| 25 | Florien Reesink | L     | 9 giugno 1998     | Apollo 8              |
| 26 | Elles Dambrink  | O     | 22 giugno 2003    | Talent Team           |

## Polonia
| N° | Nome                    | Ruolo | Data di nascita  | Squadra               |
| -- | ----------------------- | ----- | ---------------- | --------------------- |
| -  | Stefano Lavarini        | All   | 17 gennaio 1979  | AGIL                  |
| 1  | Maria Stenzel           | L     | 25 novembre 1998 | Chemik Police         |
| 2  | Anna Stencel            | C     | 28 agosto 1995   | Developres Rzeszów    |
| 3  | Klaudia Alagierska      | C     | 2 gennaio 1996   | ŁKS                   |
| 5  | Agnieszka Kąkolewska    | C     | 17 ottobre 1994  | Chemik Police         |
| 6  | Kamila Ganszczyk        | C     | 2 dicembre 1991  | ŁKS                   |
| 7  | Monika Bociek           | O     | 6 aprile 1996    | Wealth Planet Perugia |
| 8  | Zuzanna Górecka         | S     | 10 aprile 2000   | Budowlani Łódź        |
| 9  | Magdalena Stysiak       | O     | 3 dicembre 2000  | Pro Victoria          |
| 10 | Monika Fedusio          | S     | 6 novembre 1999  | Budowlani Łódź        |
| 12 | Aleksandra Szczygłowska | L     | 22 marzo 1998    | Developres Rzeszów    |
| 14 | Joanna Wołosz           | P     | 7 aprile 1990    | Imoco                 |
| 22 | Weronika Szlagowska     | S     | 29 novembre 2001 | BKS                   |
| 26 | Katarzyna Wenerska      | P     | 9 marzo 1993     | Developres Rzeszów    |
| 30 | Olivia Różański         | S     | 5 giugno 1997    | Legionovia            |

## Porto Rico
| N° | Nome                 | Ruolo | Data di nascita   | Squadra               |
| -- | -------------------- | ----- | ----------------- | --------------------- |
| -  | Fernando Morales     | All   | 4 febbraio 1982   | Evansville            |
| 2  | Shara Venegas        | L     | 18 settembre 1992 | Criollas de Caguas    |
| 4  | Raymariely Santos    | P     | 13 aprile 1992    | Pinkin de Corozal     |
| 7  | Stephanie Enright    | S     | 15 dicembre 1990  | Criollas de Caguas    |
| 8  | Paola Rojas          | C     | 26 gennaio 1996   | Changas de Naranjito  |
| 9  | Jennifer Nogueras    | P     | 1º agosto 1991    | Criollas de Caguas    |
| 10 | Diana Reyes          | C     | 3 febbraio 1993   | Criollas de Caguas    |
| 11 | Brittany Abercrombie | O     | 28 dicembre 1995  | Pinkin de Corozal     |
| 12 | Neira Ortiz          | C     | 6 luglio 1993     | Criollas de Caguas    |
| 14 | Natalia Valentín     | P     | 12 settembre 1989 | Valencianas de Juncos |
| 15 | Génesis Collazo      | O     | 4 ottobre 1992    | Changas de Naranjito  |
| 16 | Alba Hernández       | C     | 3 ottobre 1994    | Criollas de Caguas    |
| 21 | Pilar Victoriá       | S     | 11 ottobre 1995   | Criollas de Caguas    |
| 22 | Karina Ocasio        | S     | 1º agosto 1985    | Criollas de Caguas    |
| 23 | Nomaris Vélez        | L     | 11 giugno 1993    | Changas de Naranjito  |

## Rep. Ceca
| N° | Nome                   | Ruolo | Data di nascita   | Squadra          |
| -- | ---------------------- | ----- | ----------------- | ---------------- |
| -  | Giannīs Athanasopoulos | All   | 24 agosto 1978    | Vasas            |
| 1  | Andrea Kossányiová     | S     | 6 agosto 1993     | Wrocław          |
| 2  | Eva Hodanová           | O     | 18 dicembre 1993  | PTSV Aachen      |
| 4  | Gabriela Orvošová      | O     | 28 gennaio 2001   | BKS              |
| 8  | Ela Koulisiani         | C     | 1º ottobre 2002   | Královo Pole     |
| 9  | Daniela Digrinová      | L     | 19 ottobre 2000   | Královo Pole     |
| 10 | Kateřina Valková       | P     | 6 febbraio 1996   | Münster          |
| 11 | Veronika Dostalová     | L     | 7 aprile 1992     | Dukla Liberec    |
| 13 | Denisa Pavlíková       | S     | 13 luglio 2001    | Královo Pole     |
| 16 | Michaela Mlejnková     | S     | 26 luglio 1996    | Volero Le Cannet |
| 17 | Klára Faltínová        | S     | 23 dicembre 1997  | Prostějov        |
| 18 | Pavlína Šimáňová       | C     | 5 aprile 1996     | Olymp Praha      |
| 19 | Petra Kojdová          | S     | 23 settembre 1993 | Dukla Liberec    |
| 23 | Simona Kopecká         | P     | 28 novembre 1993  | Prostějov        |
| 26 | Lucie Blažková         | C     | 11 dicembre 2003  | Dukla Liberec    |

## Rep. Dominicana
| N° | Nome                | Ruolo | Data di nascita   | Squadra            |
| -- | ------------------- | ----- | ----------------- | ------------------ |
| -  | Marcos Kwiek        | All   | 18 luglio 1967    | -                  |
| 2  | Yaneirys Rodríguez  | L     | 26 giugno 2000    | Deportivo Géminis  |
| 5  | Brenda Castillo     | L     | 5 giugno 1992     | Savino Del Bene    |
| 6  | Camil Domínguez     | P     | 7 dicembre 1991   | Caribeñas          |
| 7  | Niverka Marte       | P     | 19 ottobre 1990   | Jakarta Pertamina  |
| 8  | Cándida Arias       | C     | 11 marzo 1992     | -                  |
| 9  | Angélica Hinojosa   | C     | 10 gennaio 1997   | Guerreras          |
| 15 | Madeline Guillén    | S     | 4 giugno 2001     | Bandung BJB        |
| 16 | Yonkaira Peña       | S     | 10 maggio 1993    | Rio de Janeiro     |
| 18 | Bethania de la Cruz | S     | 13 maggio 1987    | Athletes Unlimited |
| 20 | Brayelin Martínez   | S     | 11 settembre 1996 | Praia Clube        |
| 21 | Jineiry Martínez    | C     | 3 dicembre 1997   | Praia Clube        |
| 23 | Gaila González      | O     | 25 giugno 1997    | Mert Grup Sigorta  |
| 24 | Geraldine González  | C     | 18 aprile 2002    | Mirador            |
| 25 | Larysmer Martínez   | L     | 18 ottobre 1996   | Guerreras          |

## Serbia
| N° | Nome                | Ruolo | Data di nascita   | Squadra       |
| -- | ------------------- | ----- | ----------------- | ------------- |
| -  | Daniele Santarelli  | All   | 8 giugno 1981     | Imoco         |
| 1  | Bianka Buša         | S     | 25 luglio 1994    | -             |
| 2  | Katarina Lazović    | S     | 12 settembre 1999 | Pro Victoria  |
| 4  | Bojana Živković     | P     | 29 marzo 1988     | Stella Rossa  |
| 5  | Mina Popović        | C     | 16 settembre 1994 | Fenerbahçe    |
| 8  | Slađana Mirković    | P     | 7 ottobre 1995    | Alba-Blaj     |
| 9  | Brankica Mihajlović | S     | 13 aprile 1991    | -             |
| 12 | Teodora Pušić       | L     | 12 marzo 1993     | Dresdner      |
| 13 | Ana Bjelica         | O     | 3 aprile 1992     | Megavolley    |
| 14 | Maja Aleksić        | C     | 6 giugno 1997     | Alba-Blaj     |
| 15 | Jovana Stevanović   | C     | 30 giugno 1992    | UYBA          |
| 15 | Aleksandra Jegdić   | L     | 9 ottobre 1994    | Potsdam       |
| 18 | Tijana Bošković     | O     | 8 marzo 1997      | Eczacıbaşı    |
| 19 | Bojana Milenković   | S     | 6 marzo 1997      | Chemik Police |
| 22 | Sara Lozo           | S     | 29 aprile 1997    | Proton        |

## Stati Uniti
| N° | Nome                 | Ruolo | Data di nascita   | Squadra               |
| -- | -------------------- | ----- | ----------------- | --------------------- |
| -  | Karch Kiraly         | All   | 3 novembre 1960   | -                     |
| 2  | Jordyn Poulter       | P     | 31 luglio 1997    | UYBA                  |
| 4  | Justine Wong-Orantes | L     | 6 ottobre 1995    | Wiesbaden             |
| 5  | Morgan Hentz         | L     | 27 luglio 1998    | Athletes Unlimited    |
| 7  | Lauren Carlini       | P     | 28 febbraio 1995  | Türk Hava Yolları     |
| 8  | Hannah Tapp          | C     | 21 giugno 1995    | Hitachi Astemo Rivale |
| 11 | Andrea Drews         | O     | 25 dicembre 1993  | JT Marvelous          |
| 13 | Sarah Wilhite        | S     | 20 luglio 1995    | NEC Red Rockets       |
| 15 | Haleigh Washington   | C     | 22 settembre 1995 | AGIL                  |
| 18 | Kara Bajema          | S     | 24 marzo 1998     | Developres Rzeszów    |
| 20 | Danielle Cuttino     | O     | 22 giugno 1996    | Minas                 |
| 23 | Kelsey Robinson      | S     | 25 giugno 1992    | Toyota Queenseis      |
| 24 | Chiaka Ogbogu        | C     | 15 aprile 1995    | VakıfBank             |
| 30 | Alexandra Frantti    | S     | 3 marzo 1996      | Chieri '76            |
| 31 | Anna Stevenson       | C     | 8 luglio 1999     | Aydın BB              |

## Thailandia
| N° | Nome                     | Ruolo | Data di nascita  | Squadra            |
| -- | ------------------------ | ----- | ---------------- | ------------------ |
| -  | Danai Sriwacharamaytakul | All   | 5 ottobre 1970   | -                  |
| 2  | Piyanut Pannoy           | L     | 10 novembre 1989 | Supreme Chonburi   |
| 3  | Pornpun Guedpard         | P     | 5 maggio 1993    | Jakarta Popsivo    |
| 5  | Thatdao Nuekjang         | C     | 3 febbraio 1994  | JT Marvelous       |
| 9  | Nattaporn Yupa           | L     | 14 agosto 1991   | Nakhon Ratchasima  |
| 11 | Khatthalee Pinsuwan      | S     | 30 ottobre 1994  | Idea Khonkaen      |
| 12 | Hattaya Bamrungsuk       | C     | 12 agosto 1993   | Toyota Queenseis   |
| 13 | Natthanicha Jaisaen      | P     | 21 maggio 1998   | Diamond Food       |
| 14 | Thanacha Sooksod         | O     | 26 maggio 2000   | Diamond Food       |
| 16 | Pimpichaya Kokram        | O     | 16 giugno 1998   | Kurobe AquaFairies |
| 17 | Sasipapron Janthawisut   | S     | 10 giugno 1997   | Diamond Food       |
| 18 | Ajcharaporn Kongyot      | S     | 18 giugno 1995   | Sarıyer            |
| 19 | Chatchu-on Moksri        | S     | 6 novembre 1999  | Sarıyer            |
| 22 | Watchareeya Nuanjam      | C     | 22 luglio 1996   | Supreme Chonburi   |
| 24 | Tichakorn Boonlert       | C     | 21 marzo 2001    | Nakornnonthaburi   |

## Turchia
| N° | Nome              | Ruolo | Data di nascita   | Squadra     |
| -- | ----------------- | ----- | ----------------- | ----------- |
| -  | Giovanni Guidetti | All   | 20 settembre 1972 | VakıfBank   |
| 2  | Simge Aköz        | L     | 23 aprile 1991    | Eczacıbaşı  |
| 3  | Cansu Özbay       | P     | 17 ottobre 1996   | VakıfBank   |
| 6  | Saliha Şahin      | S     | 5 novembre 1998   | Eczacıbaşı  |
| 7  | Hande Baladin     | S     | 1º settembre 1997 | Eczacıbaşı  |
| 9  | Meliha İsmailoğlu | S     | 17 settembre 1993 | Fenerbahçe  |
| 12 | Elif Şahin        | P     | 19 gennaio 2001   | Eczacıbaşı  |
| 13 | Meryem Boz        | O     | 3 febbraio 1988   | VakıfBank   |
| 14 | Eda Erdem         | C     | 22 febbraio 1987  | Fenerbahçe  |
| 15 | Ayçin Akyol       | C     | 15 giugno 1999    | Karayolları |
| 17 | Derya Cebecioğlu  | S     | 24 ottobre 2000   | VakıfBank   |
| 18 | Zehra Güneş       | C     | 7 luglio 1999     | VakıfBank   |
| 20 | Aylin Sarıoğlu    | L     | 21 luglio 1995    | VakıfBank   |
| 22 | İlkin Aydın       | S     | 5 gennaio 2000    | Galatasaray |
| 99 | Ebrar Karakurt    | O     | 17 gennaio 2000   | AGIL        |